# 나카야마 겐키
나카야마 겐키(일본어: 中山 元気, 1981년 9월 15일 ~ )는 일본의 축구 선수이다.

## 구단 경력
2000년 J1리그의 산프레체 히로시마에 입단하였다. 2005년 콘사돌레 삿포로로 이적했다. 2010년부터 2012년까지 쇼난 벨마레와 레노파 야마구치 FC에서 뛰었다. 2012년후 현역 은퇴.

## 지도자 경력
2013년 레노파 야마구치 FC의 감독으로 취임하였다.